# Злотников, Андрей Анатольевич
Андрей Анатольевич Злотников (27 апреля 1970 — 07 марта 2023) — белорусский учёный и политический деятель, депутат Палаты представителей Национального собрания (с 2019).

## Биография
Родился 27 апреля 1970 года в Ленинграде, родители — Злотниковы Анатолий Геннадьевич (род. 1944) и Лидия Михайловна (род. 1949), кандидаты экономических наук, доценты Белорусского торгово-экономического университета потребительской кооперации (Гомель).
Окончил Белорусский государственный университет, социологическое отделение философско-экономического факультета (1994). Работал в Гомеле специалистом по маркетингу КМП «Галактика», главным экономистом ООО «Зевс», ведущим специалистом секретариата Гомельского областного Совета депутатов, исполняющим обязанности председателя Приборского исполнительного комитета Гомельского района.
В 2008 году в Институте социологии Национальной академии наук Беларуси защитил кандидатскую диссертацию по социологическим наукам на тему «Специфика функционирования и роль спорта в условиях социокультурных трансформаций (социологический анализ)» (научный руководитель — доктор социологических наук, профессор С. А. Шавель).
После защиты кандидатской диссертации — доцент кафедры философии и социологии Гомельского государственного технического университета имени П. О. Сухого. Также с 2015 года работал в Гомельском государственном университете имени Франциска Скорины сначала доцентом кафедры политологии и социологии, а затем заместителем декана юридического факультета по воспитательной работе.
Научные интересы: социология спорта и здорового образа жизни; социология молодежи; социология семьи; политическая социология.
Соавтор книг:
- Реалии и ориентиры демографических процессов Гомельской области: монография / А. Г. Злотников, Т. В. Астапкина, А. А. Злотников. — Минск, 2007.
- Социология: пособие для студентов всех специальностей дневной формы обучения / А. А. Злотников, А. М. Гульник. — Гомель : ГГТУ им. П. О. Сухого, 2009. — 149 с.

Член Республиканской партии труда и справедливости. Депутат Палаты представителей Национального собрания (с 2019), член постоянной комиссии по образованию, культуре и науке.
Кандидат в мастера спорта по самбо.
Семья: жена, две дочери.

## источники
- А. Н. Данилов, Д. Г. Ротман. Памяти учёного: Андрей Анатольевич Злотников // Журнал Белорусского государственного университета. Социология. — 2023. — № 1. — С. 104—105. — ISSN 2521-6821.
- Дмитрий Горбачев. Светлая память Андрею Анатольевичу Злотникову. Гомельский государственный университет имени Франциска Скорины (9 марта 2023). Дата обращения: 31 января 2024.
- Злотников Андрей Анатольевич. Палата представителей Национального собрания Республики Беларусь. Седьмой созыв. Дата обращения: 31 января 2024.